# Litfiba
Litfiba este o formație rock italiană, fondată în 1980 în Florența.

## Album

### Studio
- 1983 - Eneide di Krypton
- 1985 - Desaparecido
- 1986 - 17 re
- 1988 - Litfiba 3
- 1990 - El diablo
- 1993 - Terremoto
- 1995 - Spirito
- 1997 - Mondi sommersi
- 1999 - Infinito
- 2000 - Elettromacumba
- 2001 - Insidia
- 2005 - Essere o sembrare
- 2010 - Stato libero di Litfiba (album live)
- 2012 - Grande Nazione (2012)
- 2013 - Trilogia 1983-1989 live 2013 (album live)

### EP
- 1982 - Litfiba
- 1984 - Yassassin
- 1986 - Transea
- 2009 - Five on Line

### Live
- 1984 - Live in Berlin
- 1987 - 12-5-87 (aprite i vostri occhi)
- 1989 - Pirata
- 1994 - Colpo di coda
- 1995 - Lacio drom
- 1998 - Croce e delizia
- 2001 - Live on Line
- 2005 - '99 Live
- 2010 - Stato libero di Litfiba

### Best of
- 1992 - Sogno ribelle
- 2003 - The Platinum Collection